# Meineckia peltata
Meineckia peltata är en emblikaväxtart som först beskrevs av John Hutchinson, och fick sitt nu gällande namn av Grady Linder Webster. Meineckia peltata ingår i släktet Meineckia och familjen emblikaväxter. Inga underarter finns listade i Catalogue of Life.